# Гхиор
Гхиор (бенг. ঘিওর, англ. Ghior) — город в центральной части Бангладеш, административный центр одноимённого подокруга. Площадь города равна 4,24 км². По данным переписи 2001 года, в городе проживало 5882 человека, из которых мужчины составляли 53,5 %, женщины — соответственно 46,5 %. Уровень грамотности населения составлял 53 % (при среднем по Бангладеш показателе 43,1 %).